# Prinia à front écailleux
Spiloptila clamans
Genre
Espèce
Statut de conservation UICN

 LC  : Préoccupation mineure
La prinia à front écailleux (Spiloptila clamans) ou encore fauvette ou spiloptile à front écailleux, est une espèce d'oiseaux de la famille des Cisticolidae.
Son aire s'étend à travers le Sahel, le sud du Sahara occidental (Oued Jenna près d'Aousserd) et dans le nord du Soudan et de la Mauritanie.
Elle fréquente notamment les milieux d'Acacia. On la trouve parfois en zones quas-désertiques mais elle évite les prairies et les zones de brousse épaisse.